# Metapenaeopsis smithi
Metapenaeopsis smithi is een tienpotigensoort uit de familie van de Penaeidae. De wetenschappelijke naam van de soort is voor het eerst geldig gepubliceerd in 1924 door Schmitt.